# Family Circle Cup 1984
Family Circle Cup 1984 — тенісний турнір, що проходив на відкритих кортах з ґрунтовим покриттям у Гілтон-Гед-Айленді (США). Належав до Світової чемпіонської серії Вірджинії Слімс 1984. Тривав з 9 квітня до 15 квітня 1984 року. Перша сіяна Кріс Еверт-Ллойд здобула титул в одиночному розряді, свій сьомий на цих змаганнях.

## Фінальна частина

### Одиночний розряд
Кріс Еверт-Ллойд —  Клаудія Коде-Кільш 6–2, 6–3
- Для Еверт це був 2-й титул в одиночному розряді за рік і 128-й — за кар'єру.

### Парний розряд
Клаудія Коде-Кільш /  Гана Мандлікова —  Енн Гоббс /  Шерон Волш 6–3, 6–3
- Для Коде-Кільш це був 1-й титул за рік і 7-й — за кар'єру. Для Мандлікової це був 7-й титул за сезон і 25-й — за кар'єру.